# السنن الرواتب
السنن الرواتب أو صلاة الرواتب هي نوع من صلاة النفل المؤقت بزمن، تختص بكونها تابعة للصلوات الخمس المفروضات، إما قبل صلاة الفرض ويدخل وقتها بدخول وقت ذلك الفرض، وإما بعده ويدخل وقتها بالانتهاء من فعل صلاة الفرض. ويخرج وقت كل منهما بخروج وقت الفرض. وقد شرعت راتبة السنن جبرا للخلل الحاصل في كمال الفرض، كنقصان خشوع أو تدبر قراءة. والرواتب بحسب درجة فضيلتها إما سنة مؤكدة وهي ركعتان قبل صلاة الفجر، وأربع قبل الظهر، وركعتان بعده، وركعتان بعد المغرب، وركعتان بعد العشاء. وإما مستحبة وهي: إضافة ركعتين بعد الظهر، وأربع ركعات قبل العصر، وركعتان بعد المغرب، وركعتان بعد العشاء. ويختم صلاته بالوتر.

## السنن الرواتب
السنن الرواتب هي الصلوات المسنونات التابعة للصلوات الخمس المفروضات ركعتان أو أربع تُصَلَّى في أوقات محددة، إما قبل الفريضة أو بعدها. ومنها ما هو سنة مؤكدة ومنها ما هو مسنون بدليل شرعي، لكنه في رتبة أقل من المؤكد.
ورواتب السنن المؤكدة هي: اثنتا عشرة ركعة: منها أربع قبل الظهر في تسليمتين، وثنتان بعدها في تسليمة واحدة، وثنتان بعد المغرب في تسليمة واحدة، وثنتان بعد العشاء في تسليمة واحدة، وثنتان قبل صلاة الفجر في تسليمة واحدة، وقد كان النبي يحافظ عليها في الحضر وينصح أصحابه بصلاتها.
وأما غيرها؛ فقد ثبتت مشروعيته بأدلة أخرى، وهو المسنون في درجة ما بعد المؤكد، وهي: أن يضاف على المؤكد ركعتين بعد الظهر، وأربع ركعات قبل العصر، وركعتان قبل المغرب، وركعتان قبل العشاء.

## أقسام الراتبة وأنواعها
تنقسم السنة الراتبة إلى مؤكدة ومستحبة، وكلاهما نفل مؤقت، ثبت بدليل شرعي، لكن المقصود من هذا التقسيم هو: اختصاص النفل المؤكد بخصائص شرعية تدل على تأكيد طلبه، فلا يكون فرضاً بل أقرب إلى الفرض. وأما الرواتب المستحبات؛ فهي ثابتة بدليل شرعي أيضاً، لكن المؤكد أفضل منها رتبة.

### الراتبة المؤكدة
الراتبة المؤكدة هي: السنة المؤكدة، التي ثبت نقلها بالسنة النبوية وواظب النبي محمد عليها، ولم يتركها إلا مرة أو مرتين، وحث على فعلها. والتي ثبت دليل مشروعيتها بالإتفاق مذكورة في حديث ورد في الصحيحين
| عن ابن عمر رضي الله عنهما قال: حفظت من رسول الله ﷺ عشر ركعات، ركعتين قبل الظهر، وركعتين بعدها، وركعتين بعد المغرب في بيته، وركعتين بعد العشاء في بيته، وركعتين قبل الصبح. متفق عليه. |
| —صحيح البخاري صحيح مسلم |

| عن ابن عمر رضي الله عنهما قال: صليت مع النبي ﷺ : ركعتين قبل الظهر، وركعتين بعدها، وركعتين بعد المغرب، وركعتين بعد العشاء، وركعتين بعد الجمعة. متفق عليه وفي بعض طرقة عن ابن عمر قال: حدثتني أختي حفصة أنه كان يصلي ركعتين خفيفتين بعدما يطلع الفجر. |
| —صحيح البخاري صحيح مسلم |

## تقسيم صلاة الراتبة
| الصلاة المفروضة | المؤكد قبلها | المؤكد بعدها | المستحب قبلها | المستحب بعدها | المجموع       | المجموع الكلي     |
| --------------- | ------------ | ------------ | ------------- | ------------- | ------------- | ----------------- |
| صلاة الفجر      | ركعتان       | لاشيء        |               | لاشيء         |               | ركعتان            |
| صلاة الظهر      | أربع ركعات   | ركعتان       |               | ركعتان        |               | ثمان ركعات        |
| صلاة العصر      |              | لاشيء        | أربع ركعات    | لاشيء         |               | أربع ركعات        |
| صلاة المغرب     |              | ركعتان       | ركعتان        |               |               | أربع ركعات        |
| صلاة العشاء     |              | ركعتان       | ركعتان        |               |               | أربع ركعات        |
| مجموع المؤكد    | ست ركعات     | ست ركعات     |               |               | إثنى عشر ركعة |                   |
| مجموع المستحب   |              |              | ثمان ركعات    | ركعتان        | عشر ركعات     |                   |
| المجموع الكلي   |              |              |               |               |               | إثنان وعشرين ركعة |

## مراتب التفضيل
تختلف درجة صلاة الراتبة بحسب ما يقترن بمشروعيتها من خصائص التأكيد، فالراتبة المؤكدة أفضل، من باقي الرواتب، والآكد أفضل من المؤكد، وهكذا بحسب ما يوجد من المؤكدات، ومراتبها في التفضيل كما يلي:
1. ركعتان قبل صلاة الفجر هي آكد الرواتب وأفضلها، وهي سنة مؤكدة عند الجمهور، خلافاً لأبي حنيفة حيث جاء القول عنه بوجوبها.
2. باقي الرواتب المؤكدة بعد راتبة الفجر وهي:
  1. أربع ركعات قبل صلاة الظهر وركعتان بعدها.
  2. ركعتان بعد صلاة المغرب
  3. ركعتان بعد صلاة العشاء ويضاف إليها صلاة الوتر
3. باقي الرواتب وهي:
  1. زيادة ركعتين بعد صلاة الظهر.
  2. أربع ركعات قبل صلاة العصر.
  3. ركعتان قبل صلاة المغرب.
  4. ركعتان قبل صلاة العشاء.

## أوقاتها
يرتبط وقت صلاة الراتبة بوقت صلاة الفرض، ويكون ارتباطها بالفرض الذي تصلى معه، لكونها تابعة لذلك الفرض. وهي نوعان
1. راتبة قبل الفرض، وتسمى: (راتبة قبلية)، ويدخل أول وقتها بدخول وقت الفرض، وتصلى قبله ويجوز تأخيرها بعده أداء. ويخرج وقتها بخروج وقت الفرض.
2. راتبة بعد الفرض، وتسمى: (راتبة بعدية) ويدخل أول وقتها بالانتهاء من فعل الفرض، فلا تصلى قبله، ويخرج وقتها بخروج وقت الفرض.

## أنواع الراتبة
يمثل الجدول أدناه أوقات السنن الرواتب 
| الصلاة | قبل الصلاة | بعد الصلاة |
| ------ | ---------- | ---------- |
| الفجر  | ركعتان     |            |
| الظهر  | أربع ركعات | ركعتان     |
| العصر  |            |            |
| المغرب |            | ركعتان     |
| العشاء |            | ركعتان     |

## دليلها
سنة الفجر
قال رسول الله ﷺ : «ركعتا الفجر خير من الدنيا وما فيها». وتقول عائشة رضى الله عنها: «لم يكنِ النبيُّ صلَّى اللهُ عليه وسلَّم، على شيءٍ من النوافِلِ، أشدَّ منه تعاهُدًا على ركعتَيِ الفجرِ .»
سنة الظهر والمغرب والعشاء
عن عائشة رضي الله عنها قالت: «كان النبي ﷺ  يصلي في بيتي قبلَ الظهرِ أربعًا . ثم يخرج فيصلي بالناسِ . ثم يدخل فيصلي ركعتَين . وكان يصلي بالناس المغربَ . ثم يدخل فيصلي ركعتَين . ويصلي بالناس العشاءَ . ويدخل بيتي فيصلي ركعتَين»
عن ابن عمر رضي الله عنهما قال: ( حفظت من النبي ﷺ عشر ركعات: ركعتين قبل الظهر، وركعتين بعدها، وركعتين بعد المغرب في بيته، وركعتين بعد العشاء في بيته، وركعتين قبل الصبح ) متفق عليه

## فضلها
- عن أم حبيبة أن النبي ﷺ قال: «مَن صلَّى ثِنتَي عشرةَ رَكْعةً ، في يومٍ وليلةٍ ، بنَى اللَّهُ لَه بيتًا في الجنَّةِ»[5]، وجاء تحديدها عند الترمذي: «أربع قبل الظهر، وثنتان بعدها، وثنتان بعد المغرب وثنتان بعد العشاء، وثنتان قبل الفجر».[6]

وكذلك من حديث أم حبيبة بنت أبي سفيان، أنها سمعت النبي يقول: «من حافظ على أربع قبل الظهر وأربع بعدها حرمه الله تعالى على النار»

## وصلات خارجية
- ماهي السنن الرواتب
- فضل السنن الرواتب
- السنن الرواتب في المذاهب الأربعة